# Demomisis filum
Demomisis filum är en skalbaggsart som beskrevs av Francis Polkinghorne Pascoe 1867. Demomisis filum ingår i släktet Demomisis och familjen långhorningar. Inga underarter finns listade i Catalogue of Life.